# Afghanistan aux Jeux olympiques d'été de 2012
L'Afghanistan  participe aux Jeux olympiques d'été de 2012 à Londres au Royaume-Uni du 27 juillet au 12 août 2012. Il s'agit de sa 13e participation à des Jeux d'été.

## Médaillés
| Médaille | Nom             | Sport     | Compétition           | Date   |
| -------- | --------------- | --------- | --------------------- | ------ |
| Bronze   | Rohullah Nikpai | Taekwondo | Moins de 68 kg hommes | 9 août |

## Athlétisme
Hommes
Courses
| Athlète       | Épreuve | Séries   | Séries        | Quarts de finale | Quarts de finale | Demi-finales | Demi-finales | Finale   | Finale |
| Athlète       | Épreuve | Résultat | Rang          | Résultat         | Rang             | Résultat     | Rang         | Résultat | Rang   |
| ------------- | ------- | -------- | ------------- | ---------------- | ---------------- | ------------ | ------------ | -------- | ------ |
| Massoud Azizi | 100 m   | 11 s 19  | 20e (éliminé) | –                | –                | –            | –            | –        | –      |

Femmes
Courses
| Athlète           | Épreuve | Séries   | Séries        | Quarts de finale | Quarts de finale | Demi-finales | Demi-finales | Finale   | Finale |
| Athlète           | Épreuve | Résultat | Rang          | Résultat         | Rang             | Résultat     | Rang         | Résultat | Rang   |
| ----------------- | ------- | -------- | ------------- | ---------------- | ---------------- | ------------ | ------------ | -------- | ------ |
| Tahmina Kohistani | 100 m   | 14 s 42  | 9e (éliminée) | –                | –                | –            | –            | –        | –      |

## Boxe
Hommes
| Ajmal Faisal | Mouches (-52 kg) | battu par Nordine Oubaali 22-9 | – | – | – | – | – | – |

## Judo
| Athlète        | Compétition           | 1/32 de finale          | 1/16 de finale      | 1/8 de finale       | Quarts de finale    | Demi-finales        | Repêchage 1         | Repêchage 2         | Finale              | Finale |
| Athlète        | Compétition           | Adversaire Résultat     | Adversaire Résultat | Adversaire Résultat | Adversaire Résultat | Adversaire Résultat | Adversaire Résultat | Adversaire Résultat | Adversaire Résultat | Rang   |
| -------------- | --------------------- | ----------------------- | ------------------- | ------------------- | ------------------- | ------------------- | ------------------- | ------------------- | ------------------- | ------ |
| Ajmal Faizzada | Moins de 66 kg hommes | Battu par Ungvári ippon | -                   | -                   | -                   | -                   | -                   | -                   | -                   | -      |

## Taekwondo
Hommes
| Athlète             | Compétition | 1/8 de finale       | Quarts de finale    | Demi-finales        | Repêchage 1         | Repêchage 2         | Finale              | Finale                              |
| Athlète             | Compétition | Adversaire Résultat | Adversaire Résultat | Adversaire Résultat | Adversaire Résultat | Adversaire Résultat | Adversaire Résultat | Rang                                |
| ------------------- | ----------- | ------------------- | ------------------- | ------------------- | ------------------- | ------------------- | ------------------- | ----------------------------------- |
| Rohullah Nikpai     | -68 kg      | Łoniewski 12-5      | Motamed 4-5         | -                   | Boui 14-2           | Stamper 5-3         | -                   | Médaille de bronze, Jeux olympiques |
| Nesar Ahmad Bahavee | -80 kg      | Chernoubi 4-3       | Crismanich 1-9      | -                   | Scott 11-6          | Sarmiento 0-4       | -                   | 5                                   |